# Cantone di Nevers-Est
Il Cantone di Nevers-Est era una divisione amministrativa dell'arrondissement di Nevers.
È stato soppresso a seguito della riforma complessiva dei cantoni del 2014, che è entrata in vigore con le elezioni dipartimentali del 2015.
Comprendeva parte della città di Nevers e il comune di Saint-Éloi.